# Fabio Buzzi
Fabio Buzzi (* 28. Januar 1943 in Lecco; † 17. September 2019 in Venedig) war ein italienischer Motorboot-Konstrukteur sowie Motorboot-Weltmeister.

## Leben
Fabio Buzzi wurde 1943 in Lecco geboren. 1960 bestritt er seine ersten Motorbootwettkämpfe. Sein Maschinenbaustudium beendete er 1971 an der Polytechnischen Universität Turin mit einer Arbeit über ein selbst konstruiertes Fahrzeug. Für seine Tätigkeit als Motorbootkonstrukteur gründete Fabio Buzzi eine Design-Marke, FB Design.
Fabio Buzzi begann 1978 mit Motorbootrennen auf dem offenen Meer und gewann die italienische und europäische Meisterschaft in der Class 3. Im folgenden Jahr erreichte er den Geschwindigkeitsweltrekord für Dieselmotorboote mit einem VM-Motor mit einer Höchstgeschwindigkeit von 191,58 km/h.
1986 entwickelte er den Seatekmotor und war Mitbegründer einer Firma, die diese Dieselmotoren mit einer sehr hohen Leistung produziert. Mit diesem Motor wurde er 1988 italienischer Meister sowie Europa- und Weltmeister der Offenen Klasse.
Mit seinen Booten gewann er insgesamt 52 Weltmeistertitel und sieben Mal die Harmsworth Trophy. Dabei stellte er 40 Geschwindigkeitsweltrekorde auf. Buzzi selbst hat zehn Weltmeisterschaften gewonnen.
1992 stellte er mit einem von einem Seatekmotor angetriebenen Boot den Geschwindigkeitsrekord für Dieselboote mit 252 km/h auf.
2004, im Alter von 61 Jahren, wurde Fabio Buzzi Weltmeister der P-Klasse in Key West, gewann die Harmsworth Trophy, erzielte zwei Langstreckenrekorde (Venedig–Monte Carlo und Tampa–Miami) und gewann das Pavia-Venedig-Rennen mit einer Durchschnittsgeschwindigkeit von 198 km/h mit einem von einer Gasturbine angetriebenen Boot.
2008 gewann er das Rennen Cowes-Torquay-Cowes mit 182 Meilen mit einem restaurierten Boot des Typs Cesa 1882. Er beendet das Rennen in 2 Stunden 18 Minuten und 5 Sekunden mit einer durchschnittlichen Geschwindigkeit von 91 Meilen pro Stunde.